# Dendrobium ypsilon
Dendrobium ypsilon är en orkidéart som beskrevs av Gunnar Seidenfaden. Dendrobium ypsilon ingår i släktet Dendrobium och familjen orkidéer.
Artens utbredningsområde är Thailand. Inga underarter finns listade i Catalogue of Life.